# Charlottenlunds slot
 For alternative betydninger, se Charlottenlunds slot (flertydig). (Se også artikler, som begynder med Charlottenlunds slot)
Charlottenlunds slot er et slot i Ystad kommune i Skåne Län i Sverige.
Charlottenlund ligger ca 8 km vest for Ystad og er bygget i 1849 i historicistisk stil, med en åben lysgård med galleri.

## Historie
Fra begyndelsen tilhørte Charlottenlund Marsvinsholms gods og hed da Snårestads säteri. Gården blev udskilt 1841 og købtes i 1848 af grev Arvid Posse. Det var ham, som lod den nuværende hovedbygning opføre. I 1902 købtes godset af den danskfødte Jacob Lachmann, og det ejes fortsat af hans efterkommere.

## Eksterne kilder og henvisninger
- Charlottenlunds slott på Runeberg.org
- Om Charlottenlunds slott, Sylve Åkesson Arkiveret 4. april 2011 hos  Wayback Machine

55°25′51″N 13°41′27″Ø / 55.43083°N 13.69083°Ø